# ジャンヌ・ダルク (映画)
『ジャンヌ・ダルク』（原題: The Messenger: The Story of Joan of Arc）は、1999年に公開されたフランス・アメリカ合作の伝記映画。リュック・ベッソン監督、ミラ・ジョボヴィッチ主演で、ジャンヌ・ダルクの誕生から処刑までを描いた歴史映画である。

## 概要
フランスの英雄として扱われてきたジャンヌ・ダルクを「一人の少女」という視点から描いた作品。
全体を通して宗教と神の存在を絡めながら進行するが、同時にジャンヌは神の使いではないと否定的に描かれている。
作中にたびたび登場する大規模で迫力のある攻城シーンにより、娯楽大作としても評価が高い。

## ストーリー
百年戦争下のフランス。13歳の少女ジャンヌは、故郷であるドンレミ村で父や母、姉のカトリーヌと共に幸せに暮らしていた。人並み外れて信仰心豊であったジャンヌは、頻繁に村の教会へ告解に訪れていたが、ある日神父に、自らに助言を授けてくれるという謎の少年について話す。その少年の正体は不明であるものの、ジャンヌは「天から来た人」ではないかと考えていた。
その日の午後、ジャンヌが自分の村へ戻ると、村はイギリス軍に焼き討ちにされ、目の前で姉を虐殺されるという悲劇に見舞われる。心に深い傷を負ったジャンヌは、父の命令で村の修復が終わるまでの間、伯父であるデュラン夫妻の家に預けられる。しかし姉を虐殺された悲しみとイギリス軍への憎しみから、ジャンヌは伯父夫妻にも心を閉ざし、教会の神父にもやり場のない感情をぶつける。彼女のあまりの悲しみを目の当たりにした神父は「いつか神が、お前を必要とする日が来る」と言うが、ジャンヌは「今すぐ神と一つになりたい」と激しい感情を露にする。
それから数年後。シノン城のシャルル王太子（後のシャルル7世）の元に、自らを「神の使い」と名乗るジャンヌからの手紙が届く。手紙には、イギリス軍に包囲されているオルレアンの街を解放し、シャルル王太子がランスで戴冠式を挙げる手助けがしたいと書かれていた。廷臣たちは危険を感じて、シャルルにジャンヌとの対面を断るように助言する。しかし姑のヨランド（王太子妃マリーの母）から「ロレーヌの乙女がフランスを救う」という言い伝えを聞かされたシャルルは、彼女の後押しを受けてジャンヌと対面する決意をする。だが一計を案じたシャルルは、ジャンヌが本当に神の使いであるかを試すために、家臣のジャン・ドーロンに自分の衣装を着せて、玉座に座らせる。やがて広間に現れたジャンヌは、玉座に座っているジャンがシャルル王太子ではないと気付き、広間に集まった人々の中から見事に本物のシャルルを見つけるのだった。
やがてシャルルと2人きりになったジャンヌは、自分の過去と、神のお告げに従いフランスを救うために城へやって来たことを告白する…。

## 登場人物
ジャンヌ・ダルク
演 - ミラ・ジョボヴィッチ
本作の主人公。フランスのロレーヌ地方の村に暮らしていた敬遠なキリスト教徒の娘。幼い頃にイギリス軍により姉を殺害された経緯から、深いトラウマを抱いている。「神のお告げ」を受けたとしてシャルル王太子（後のシャルル7世）の城へ出向き、イギリス軍に包囲されたオルレアンを解放するべく、フランス軍を指揮する。
シャルル7世
演 - ジョン・マルコヴィッチ
フランス王太子。「神の使者」を名乗るジャンヌに対して、初めは半信半疑であったが、やがて信頼し彼女に軍隊を与える。ジャンヌの尽力によりフランス国王となる。
ヨランド・ダラゴン
演 - フェイ・ダナウェイ
元アンジュー公妃で、シャルル王太子の姑（王太子妃の母）。シャルルの理解者である一方、策略家の一面もある。ジャンヌがシノン城に来た際には彼女と対面することを勧めた。
ジル・ド・レ
演 - ヴァンサン・カッセル
フランス国軍の将軍であり、男爵。シャルルからは「フランスの元帥」 と称えられている。初めはジャンヌに反発していたが、戦場での彼女の勇姿を見て改心してからは、ジャンヌの戦友となった。オルレアンの戦いでは、イギリス軍の射手に狙われたジャンヌを身を挺して助けている。
デュノワ伯
演 - チェッキー・カリョ
フランス国軍の将軍で、オルレアンの守備隊長。ジル同様、当初はジャンヌと反発し合っていたが、やがて同志となる。
アランソン公
演 - パスカル・グレゴリー
フランス国軍の将軍で、シャルルの従兄弟。シャルルからは、洗練され勇気があり裕福だと称された。オルレアンの戦いではジャンヌの戦友として彼女を支えた。
ジャン・ドーロン
演 - デズモンド・ハリントン
フランス国の軍人であり、ジャンヌの副官。元は弓の射手であり、パリ大学で読み書きを習っていた経歴がある。ジャンヌを何かと気にかけ、支えている。
ラ・イル
演 - リチャード・ライディングス
フランス国軍の将軍で、ジャンヌの戦友。言葉使いの悪さを度々ジャンヌに注意されている。
ピエール・コーション
演 - ティモシー・ウェスト
ジャンヌの異端裁判を取り仕切るボーヴェの司教。史実とは異なり、ジャンヌの異端裁判では公平な立場に立ち、ジャンヌを火刑から救おうと尽力する一面もある。
ルニョー
演 - デビッド・ベグ
大司教。 ランスで行われたシャルルの戴冠式を取り仕切り、彼に王冠を授けた。

## キャスト
| 役名                 | 俳優                       | 日本語吹替                                                                       | 日本語吹替 |
| 役名                 | 俳優                       | ソフト版                                                                         | 日本テレビ版 |
| -------------------- | -------------------------- | -------------------------------------------------------------------------------- | --- |
| ジャンヌ・ダルク     | ミラ・ジョボヴィッチ       | 朴璐美                                                                           | 松本梨香 |
| シャルル7世          | ジョン・マルコヴィッチ     | 土師孝也                                                                         | 山寺宏一 |
| ヨランド・ダラゴン   | フェイ・ダナウェイ         | 沢田敏子                                                                         | 此島愛子 |
| ジャンヌの良心       | ダスティン・ホフマン       | 有本欽隆                                                                         | 津嘉山正種 |
| アランソン公         | パスカル・グレゴリー       | 山野井仁                                                                         | 内田直哉 |
| ジル・ド・レ         | ヴァンサン・カッセル       | 中田和宏                                                                         | 大塚芳忠 |
| デュノワ伯           | チェッキー・カリョ         | 廣田行生                                                                         | 谷口節 |
| ラ・イル             | リチャード・ライディングス | 郷里大輔                                                                         | 玄田哲章 |
| ドーロン             | デズモンド・ハリントン     | 檀臣幸                                                                           | 関俊彦 |
| ピエール・コーション | ティモシー・ウェスト       | 宝亀克寿                                                                         | 黒沢良 |
| ルニョー             | デビッド・ベグ             | 小山武宏                                                                         | 佐々木勝彦 |
| ジャンヌの父         | ブルース・バイロン         | 高橋翔                                                                           | 山路和弘 |
| ジャンヌの伯母       | バーバラ・エルボーン       | 梅田貴公美                                                                       | 小島幸子 |
| ジャンヌ（幼少時代） | ジェーン・バレンタイン     | 小暮英麻                                                                         | 矢島晶子 |
| その他               |                            | 齋藤龍吾 楠見尚己 柳沢栄治 仲野裕 塚田正昭 高森奈緒 星野充昭 梅津秀行 岩崎ひろし | 藤本譲 大木民夫 斎藤志郎 坂東尚樹 天田益男 小関一 糸博 西川幾雄 辻村真人 津田英三 藤夏子 楠大典 宗矢樹頼 加瀬康之 佐藤ゆうこ 浜田賢二 |
|                      |                            |                                                                                  | |
| 演出                 |                            | 清水洋史                                                                         | 小山悟 |
| 翻訳                 |                            | 徐賀世子                                                                         | 徐賀世子 |
| 調整                 |                            | オムニバス・ジャパン                                                             | 重光秀樹 |
| 効果                 |                            |                                                                                  | リレーション |
| 編集                 |                            |                                                                                  | MA：KSSスタジオ |
| 担当                 |                            |                                                                                  | 別府憲治 |
| プロデューサー       |                            |                                                                                  | 大塚恭司 北島有子 |
| プロデューサー補     |                            |                                                                                  | 野地玲子 |
| 制作                 |                            | 東北新社                                                                         | ケイエスエス |
| 初回放送             |                            | 2016年1月20日 『午後のロードショー』                                             | 2002年2月1日 21:03-23:39 『金曜ロードショー』                                                                                         |

## 受賞歴
| 映画賞                       | 賞                   | 対象                    | 結果       | 出典  |
| ---------------------------- | -------------------- | ----------------------- | ---------- | ----- |
| 第25回 セザール賞            | 音響賞               | ヴィンセント・トゥリ 他 | 受賞       | [ 5 ] |
| 第25回 セザール賞            | 衣装デザイン賞       | カトリーヌ・ルテリエ    | 受賞       | [ 5 ] |
| 第5回ルミエール賞            | 監督賞               | リュック・ベッソン      | 受賞       | [ 6 ] |
| 第5回ルミエール賞            | 最優秀映画賞         | 『ジャンヌ・ダルク』    | 受賞       | [ 6 ] |
| ゴールデンリール賞           | ベストサウンド編集賞 | 『ジャンヌ・ダルク』    | 受賞       | [ 7 ] |
| 第20回ゴールデンラズベリー賞 | 最低女優賞           | ミラ・ジョボヴィッチ    | ノミネート | [ 8 ] |